# ジェニファーズ・ボディ
『ジェニファーズ・ボディ』（原題：Jennifer's Body）は、2009年にアメリカで製作されたホラー映画。

## 物語
ミネソタ州の田舎町のとある高校。学校一の美女のジェニファーと内気なニーディは親友同士だった。ある日、町に一つしかないバーで、売れないバンドのライブが開催される。ヴォーカルのニコライの追っかけであるジェニファーに連れられ、ニーディもライブを訪れるが、演奏中に起こった火災によって店は全焼する。焼け跡の混乱のなか、放心状態のジェニファーをニコライがバンで連れ去ってしまう。ニコライとバンドのメンバーらによって生贄として悪霊に身体を捧げられたジェニファーは、男子生徒を食い殺すことで生命力と美貌を保つようになる。秘密を知ったニーディは、恋人のチップをジェニファーから守るため、親友と戦うことを決心する。

## 登場人物
ジェニファー・チェック
演 - ミーガン・フォックス
高校生。美人で本人も自信を持っている。男性経験もそれなりにある。
アニータ・“ニーディ”・レスニキ
演 - アマンダ・セイフライド
ジェニファーの友人。着飾らない性格。
チップ
演 - ジョニー・シモンズ
ニーディの恋人。ジェニファーに狙われる。
ニコライ
演 - アダム・ブロディ
バンドのボーカル。人気を得るために悪魔と契約してジェニファーを悪魔にした張本人。
ミスター・ウルブレフスキー
演 - J・K・シモンズ
化学の教師。
トニー・レスニキ
演 - エイミー・セダリス
ニーディの母親。
コリン・グレイ
演 - カイル・ガルナー
ジェニファーの同級生。
ダヴ夫人
演 - シンシア・スティーヴンソン
チップの母。
ローマン・デューダ
演 - クリス・プラット
ジェニファーのセックスフレンド。
運転手
演 - ランス・ヘンリクセン
ニーディがヒッチハイクした運転手。

## キャスト
| 役名                           | 俳優                       | 日本語吹替   |
| ------------------------------ | -------------------------- | ------------ |
| ジェニファー・チェック         | ミーガン・フォックス       | 山田みほ     |
| アニータ・“ニーディ”・レスニキ | アマンダ・セイフライド     | 小島幸子     |
| チップ                         | ジョニー・シモンズ         | 保志総一朗   |
| ニコライ                       | アダム・ブロディ           | 浪川大輔     |
| ミスター・ウルブレフスキー     | J・K・シモンズ             | 稲葉実       |
| トニー・レスニキ               | エイミー・セダリス         | 石川ひろあき |
| コリン・グレイ                 | カイル・ガルナー           |              |
| ダヴ夫人                       | シンシア・スティーヴンソン |              |
| ローマン・デューダ             | クリス・プラット           |              |
| チャスティティー               | ヴァレリー・ティアン       |              |
| 運転手                         | ランス・ヘンリクセン       |              |

- その他の日本語吹替：渋谷茂／加藤亮夫／岡本嘉子／冠野智美／永木貴依子／小橋知子／黒澤剛史／石田嘉代／樋口智透

## 評価
レビュー・アグリゲーターのRotten Tomatoesでは211件のレビューで支持率は45%、平均点は5.30/10となった。Metacriticでは29件のレビューを基に加重平均値が47/100となった。

## テレビ放送
日本においては、テレビ東京系列のサタ☆シネで2024年10月20日午前2時45分～4時35分に地上波初放送となった。番組平均個人視聴率は0.3%、番組平均世帯視聴率は0.6%であった。